# Викторијини Водопади (национални парк)
Викторијини Водопади национални парк се простире на 2 340 ha Зимбабвеанској страни истоимених 
водопада. У окбиру парка се налази тропска кишна прашума (rain forest) која се састоји од уобичајених врста биљака из долине реке Замбези само је неуобичајено густа због редовног прилива водене магле и 
кише са водопада. У оквиру парка се налазе дивље свиње (warthog), Баршунасти мајмуни (Velvet monkey) и Бушбак (Bushbuck).
Од птица најзначајнији су Црни орао и Таита соко.
Викторијини Водопади национални парк има статус Светске Баштине (World 
Heritage) по УНЕСКО Конвенцији о Светској Баштини (UNESCO World Heritage convention).